# Indiana Muñoz
Indiana Kiiomi Muñoz Gomes (Dajabón, 30 de outubro de 1990 - Goiânia, 15 de março de 2020) foi uma piloto de motovelocidade nascida na República Domincana e radicada no Brasil.
Campeã de diversas modalidades, acumula títulos de motovelocidade, motocross e stunt. É irmã do também piloto Kioman Muñoz, tricampeão brasileiro de motocross e arenacross nas categorias minimotos.

## Carreira
Indy Muñoz nasceu em Dajabón,  República Domincana, no dia  30 de outubro de 1990, em uma família de circo. Era um circo diferente, focado em acrobacias de moto, e desde os 2 anos de idade ela já participava das manobras com o pai, argentino. Aos 5 anos de idade Indy chegou no Brasil, depois de passar pela Colômbia, Argentina, Chile, Uruguai e México. 
Aos 15 anos de idade, Indy comprou sua primeira moto e começou a praticar outra modalidade, "wheeling".
Em 2013 sagrou-se campeã Brasiliense e Bicampeã em 2014 na categoria 1000cc. Além disso, foi campeã na edição de 2016 das 100 Milhas de Interlagos na categoria 300cc. É também tri-campeã da categoria Kawasaki Ninja 300 e campeã brasileira da categoria Yamaha R3 Cup.

## Morte
Morreu apos sofrer um acidente durante a primeira etapa do campeonato Goiás Superbike, na tarde de domingo 15 de março de 2020, no Autódromo Internacional Ayrton Senna.